# Silene oligantha
Silene oligantha är en nejlikväxtart. Silene oligantha ingår i släktet glimmar, och familjen nejlikväxter.

## Underarter
Arten delas in i följande underarter:
- S. o. oligantha
- S. o. parnesia
- S. o. pseudoradicosa